# Europamästerskapen i friidrott 2024 – Herrarnas 100 meter
Herrarnas 100 meter vid europamästerskapen i friidrott 2024 avgjordes mellan den 7 och 8 juni 2024 på Olympiastadion i Rom i Italien.
Guldet togs av italienske Marcell Jacobs efter ett lopp på 10,02 sekunder. Silvret togs av Jacobs landsman Chituru Ali och bronset togs av brittiske Romell Glave.

## Rekord
| Rekord inför EM 2024 | Rekord inför EM 2024  | Rekord inför EM 2024 | Rekord inför EM 2024 | Rekord inför EM 2024 |
| -------------------- | --------------------- | -------------------- | -------------------- | -------------------- |
| Världsrekord         | Usain Bolt (JAM)      | 9,58                 | Berlin, Tyskland     | 16 augusti 2009      |
| Europarekord         | Marcell Jacobs (ITA)  | 9,80                 | Tokyo, Japan         | 1 augusti 2021       |
| Mästerskapsrekord    | Zharnel Hughes (GBR)  | 9,95                 | Berlin, Tyskland     | 7 augusti 2018       |
| Mästerskapsrekord    | Marcell Jacobs (ITA)  | 9,95                 | München, Tyskland    | 16 augusti 2022      |
| Världsårsbästa       | Oblique Seville (JAM) | 9,82                 | Kingston, Jamaica    | 1 juni 2024          |
| Europaårsbästa       | Jeremiah Azu (GBR)    | 9,97                 | Leverkusen, Tyskland | 25 maj 2024          |

## Program
Alla tider är lokal tid (UTC+1)
| Datum       | Tid   | Omgång      |
| ----------- | ----- | ----------- |
| 7 juni 2024 | 21:10 | Försöksheat |
| 8 juni 2024 | 21:10 | Semifinaler |
| 8 juni 2024 | 22:53 | Final       |

## Resultat

### Försöksheat
De 14 snabbaste friidrottarna 0q0 gick vidare till semifinalerna. De 12 högst rankade friidrottarna fick starta i semifinalerna och behövde inte delta i försöksheaten.
Vind:
Heat 1: +0,2 m/s, Heat 2: +0,8 m/s, Heat 3: +0,5 m/s
| Placering | Heat | Bana | Namn                  | Nationalitet   | Tid   | Noteringar |
| --------- | ---- | ---- | --------------------- | -------------- | ----- | ---------- |
| 1         | 1    | 8    | Pablo Matéo           | Frankrike      | 10,18 | 0q0        |
| 2         | 1    | 6    | Matteo Melluzzo       | Italien        | 10,21 | 0q0        |
| 3         | 1    | 5    | Simon Hansen          | Danmark        | 10,22 | 0q0        |
| 4         | 3    | 2    | Chijindu Ujah         | Storbritannien | 10,23 | 0q0        |
| 5         | 3    | 3    | Guillem Crespí        | Spanien        | 10,25 | 0q0        |
| 6         | 2    | 8    | Oliwer Wdowik         | Polen          | 10,26 | 0q0        |
| 7         | 2    | 7    | Robin Ganter          | Tyskland       | 10,29 | 0q0        |
| 8         | 2    | 6    | Israel Olatunde       | Irland         | 10,31 | 0q0, 0SB0  |
| 9         | 3    | 8    | Kayhan Özer           | Turkiet        | 10,34 | 0q0        |
| 10        | 2    | 3    | Roberto Rigali        | Italien        | 10,34 | 0q0        |
| 11        | 3    | 6    | Anej Čurin Prapotnik  | Slovenien      | 10,34 | 0q0        |
| 12        | 1    | 9    | William Reais         | Schweiz        | 10,35 | 0q0, 0SB0  |
| 13        | 1    | 2    | Carlos Nascimento     | Portugal       | 10,35 | 0q0, 0SB0  |
| 13        | 2    | 4    | Ján Volko             | Slovakien      | 10,35 | 0q0, 0SB0  |
| 15        | 1    | 3    | Marek Zakrzewski      | Polen          | 10,36 |            |
| 16        | 1    | 4    | Zdenĕk Stromšík       | Tjeckien       | 10,39 |            |
| 17        | 3    | 4    | Ioannis Nyfantopoulos | Grekland       | 10,40 |            |
| 18        | 3    | 5    | Isak Hughes           | Sverige        | 10,40 | 0SB0       |
| 19        | 3    | 9    | Karl Erik Nazarov     | Estland        | 10,49 | 0SB0       |
| 20        | 2    | 5    | Jan Veleba            | Tjeckien       | 10,53 | 0SB0       |
| 21        | 1    | 7    | Aleksa Kijanović      | Serbien        | 10,54 |            |
| 22        | 2    | 2    | Francesco Sansovini   | San Marino     | 10,55 | 0SB0       |
| 23        | 3    | 7    | Craig Gill            | Gibraltar      | 11,17 | 0SB0       |
|           | 2    | 9    | Méba-Mickaël Zeze     | Frankrike      | 0DSQ0 |            |

### Semifinaler
De två första i varje heat 0Q0 samt de två snabbaste tiderna 0q0 kvalificerade sig för finalen.
Vind:
Heat 1: +0,7 m/s, Heat 2: +0,3 m/s, Heat 3: +0,5 m/s
| Placering | Heat | Bana | Namn                 | Nationalitet   | Tid   | Noteringar |
| --------- | ---- | ---- | -------------------- | -------------- | ----- | ---------- |
| 1         | 3    | 5    | Marcell Jacobs       | Italien        | 10,05 | 0Q0        |
| 2         | 2    | 6    | Chituru Ali          | Italien        | 10,11 | 0Q0        |
| 3         | 1    | 5    | Romell Glave         | Storbritannien | 10,11 | 0Q0        |
| 4         | 1    | 7    | Henrik Larsson       | Sverige        | 10,14 | 0Q0        |
| 5         | 3    | 3    | Pablo Matéo          | Frankrike      | 10,17 | 0Q0, 0=SB0 |
| 6         | 2    | 4    | Owen Ansah           | Tyskland       | 10,18 | 0Q0        |
| 7         | 3    | 9    | Guillem Crespí       | Spanien        | 10,19 | 0q0, 0PB0  |
| 8         | 1    | 4    | Robin Ganter         | Tyskland       | 10,21 | 0q0        |
| 9         | 3    | 8    | Simon Hansen         | Danmark        | 10,22 |            |
| 10        | 3    | 4    | Chijindu Ujah        | Storbritannien | 10,24 |            |
| 11        | 1    | 9    | Oliwer Wdowik        | Polen          | 10,25 |            |
| 12        | 2    | 5    | Dominik Kopeć        | Polen          | 10,28 |            |
| 13        | 1    | 6    | Markus Fuchs         | Österrike      | 10,29 |            |
| 14        | 1    | 3    | William Reais        | Schweiz        | 10,32 | 0SB0       |
| 15        | 3    | 7    | Yannick Wolf         | Tyskland       | 10,32 |            |
| 16        | 2    | 7    | Taymir Burnet        | Nederländerna  | 10,33 |            |
| 17        | 2    | 2    | Roberto Rigali       | Italien        | 10,36 |            |
| 18        | 2    | 8    | Ján Volko            | Slovakien      | 10,38 |            |
| 19        | 1    | 2    | Israel Olatunde      | Irland         | 10,40 |            |
| 20        | 2    | 9    | Carlos Nascimento    | Portugal       | 10,43 |            |
| 21        | 3    | 2    | Anej Čurin Prapotnik | Slovenien      | 10,44 |            |
| 22        | 2    | 3    | Kayhan Özer          | Turkiet        | 10,45 |            |
| 23        | 3    | 6    | Samuli Samuelsson    | Finland        | 10,59 | 0SB0       |
|           | 1    | 8    | Matteo Melluzzo      | Italien        | 0DNF0 |            |

### Final
Robin Ganter drog sig ur finalen och ersattes av Simon Hansen.
Vind: +0,7 m/s
| Placering | Bana | Namn           | Nationalitet   | Tid   | Noteringar |
| --------- | ---- | -------------- | -------------- | ----- | ---------- |
| 1         | 5    | Marcell Jacobs | Italien        | 10,02 | 0SB0       |
| 2         | 7    | Chituru Ali    | Italien        | 10,05 | 0SB0       |
| 3         | 4    | Romell Glave   | Storbritannien | 10,06 |            |
| 4         | 6    | Henrik Larsson | Sverige        | 10,16 |            |
| 5         | 3    | Owen Ansah     | Tyskland       | 10,17 |            |
| 6         | 2    | Guillem Crespí | Spanien        | 10,18 | 0PB0       |
| 7         | 9    | Simon Hansen   | Danmark        | 10,19 | 0PB0       |
| 8         | 8    | Pablo Matéo    | Frankrike      | 10,22 |            |